# Hotel Kalifornia
Hotel Kalifornia je osmé studiové album americké rap rockové skupiny Hollywood Undead, které bylo vydáno 12. srpna 2022 prostřednictvím Dove & Grenade Media a BMG. Album produkoval No Love for the Middle Child.

## Pozadí a propagace
Skupina 5. září 2021 oznámila, že pracuje na nové hudbě pro jejich nadcházející osmé studiové album. Pár měsíců na to, 25. února 2022, kapela vydala první singl „Chaos“ a 20. dubna skupina odhalila druhý singl nesoucí název „Wild in These Streets“ spolu s hudebním videoklipem.
Třetí singl „City of the Dead“ byl vydán 8. června 2022. Skupina spolu s tím odhalila přebal nového alba, seznam skladeb a datum vydání. Měsíc před vydáním alba, 8. července, kapela odhalila čtvrtý singl s názvem „Trap God“.
První březnový den, roku 2023, kapela vydala pátý singl s názvem „Evil“ a zároveň oznámila vydání deluxe edice, která byla vydána 28. dubna 2023.

## Kritika
Album získalo většinou pozitivní recenze od kritiků. Nik Young z Louder Sound jej okomentoval jako: „...upřímné, sebevědomé a chytlavé album, kterému je podivně těžké odolat. New Noise dal albu hodnocení 4 z 5 a uvedl: „Celkově řečeno, Hotel Kalifornia je vynikající dílo, které jistě bude fanoušky celkově bavit.“ Wall of Sound dali albu skóre 7/10 a řekli: „Ačkoli Hotel Kalifornia skupině pravděpodobně nezíská žádné nové fanoušky, je to velmi svěží přírůstek do jejího pružného nu-metalového stylu, který vás zvedne na nohy při zvýšení hlasitosti až na maximum. Pokud se vám líbila jejich předchozí alba, je docela velká šance, že si toto album pustíte při víkendových projížďkách.“

## Seznam skladeb
| Hotel Kalifornia | Hotel Kalifornia        | Hotel Kalifornia |
| Pořadí           | Název                   | Délka            |
| ---------------- | ----------------------- | ---------------- |
| 1.               | „Chaos“                 | 3:02             |
| 2.               | „World War Me“          | 3:10             |
| 3.               | „Ruin My Life“          | 3:03             |
| 4.               | „Hourglass“             | 2:43             |
| 5.               | „Go to War“             | 2:46             |
| 6.               | „Alone at the Top“      | 3:45             |
| 7.               | „Wild in These Streets“ | 3:24             |
| 8.               | „Dangerous“             | 3:24             |
| 9.               | „Lion Eyes“             | 2:58             |
| 10.              | „Trap God“              | 3:04             |
| 11.              | „Happy When I Die“      | 2:32             |
| 12.              | „Reclaim“               | 3:14             |
| 13.              | „City of the Dead“      | 2:53             |
| 14.              | „Alright“               | 3:29             |
| Celková délka:   | Celková délka:          | 43:34            |

| Deluxe Edition | Deluxe Edition                        | Deluxe Edition |
| Pořadí         | Název                                 | Délka          |
| -------------- | ------------------------------------- | -------------- |
| 15.            | „Evil“                                | 2:43           |
| 16.            | „Salvation“                           | 3:36           |
| 17.            | „First Class Suicide“                 | 3:07           |
| 18.            | „Ransom“                              | 3:21           |
| 19.            | „Break on Through“                    | 3:09           |
| 20.            | „House of Mirrors“ (feat. Jelly Roll) | 3:26           |
| Celková délka: | Celková délka:                        | 62:53          |

## Tvůrci

#### Hollywood Undead
- Jorel "J-Dog" Decker – zpěv, kytary, baskytara, klávesy, programování
- Dylan "Funny Man" Alvarez – zpěv
- George "Johnny 3 Tears" Ragan – zpěv, baskytara
- Jordon "Charlie Scene" Terrell – zpěv, kytary
- Daniel "Danny" Murillo – zpěv, klávesy, programování, kytary, baskytara

#### Další tvůrci
- Greg Garman – bicí
- No Love for the Middle Child – produkce

## Žebříčky
| Žebříček (2022)                    | Dosažené umístění |
| ---------------------------------- | ----------------- |
| US Billboard 200                   | 149               |
| UK Album Sales (OCC)               | 70                |
| German Albums (Offizielle Top 100) | 51                |
| UK Digital Albums (OCC)            | 25                |
| US Top Rock Albums (Billboard)     | 24                |
| UK Independent Albums (OCC)        | 21                |
| UK Rock & Metal Albums (OCC)       | 7                 |

## Zajímavosti
- Na přebalu alba se nachází synovec Jorela Deckera. V rozhovoru pro Metalshop J-Dog řekl: „Na místě, kde se fotil cover alba, žije moje rodina a na obalu je můj synovec. Jednou jsem byl u nich na návštěvě a když jsem odcházel a viděl jsem ten výhled, hned jsem si říkal: Sakra, bylo by cool, kdyby tady stálo dítě s nápisem na ceduli z krabice.“ “Je to vůbec poprvé, co jsem pojmenoval naší desku a podruhé, kdy jsem přišel s obalem alba,″ řekl na začátku otázky ohledně nového alba.[22]
- V oficiálním videoklipu písně „Hourglass“ se objevil taky frontman skupiny Papa Roach, Jacoby Shadix.[23] Není to však poprvé, kdy se tento zpěvák objevil v oficiálním videoklipu od Hollywood Undead. V minulosti se Shadix objevil ve videoklipu k písni „Heart Of A Champion feat. Papa Roach & Ice Nine Kills.“[24]
- Cover singlu „Wild In These Streets“ je inspirovaný slavnou herní sérií Grand Theft Auto.[25] Na začátku oficiálního videoklipu tohoto singlu můžeme v pozadí vidět záběr na TV, v které je záběr z videohry Grand Theft Auto: San Andreas.[26]
- Singl „City of the Dead“ je součástí DLC ve videohře Rock Band 4.[27]